# Herb Flemming

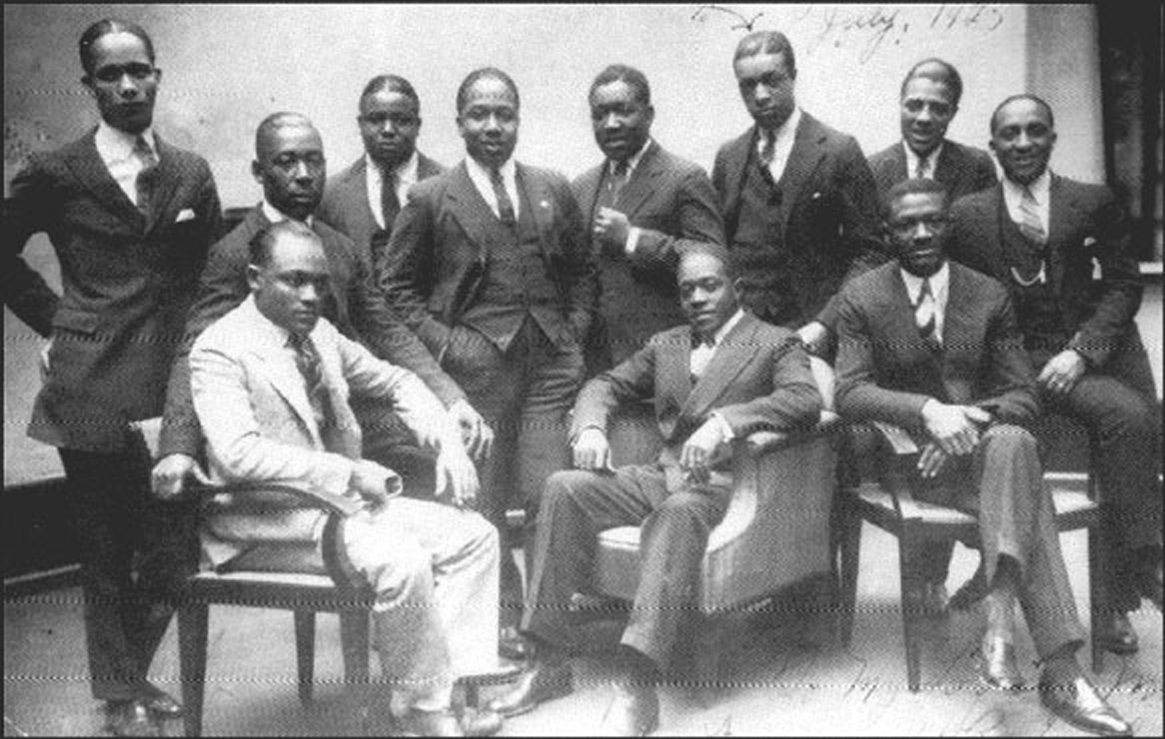
Sam Wooding und sein Orchester 1925 in Berlin (Herb Flemming, ganz links)

Herb Flemming, auch Herb Fleming geschrieben, Geburtsname Nicolaiih El-Michelle (* 5. April 1900 in Honolulu; † 3. Oktober 1976 in New York City) war ein US-amerikanischer Jazzmusiker (Posaune, Gesang) des Traditional Jazz und Swing, der in den 1920er und 1930er Jahren viel in Europa auftrat.

## Leben und Wirken
Flemming hatte nordafrikanische Vorfahren. Er studierte in der Dobbs Chauncey School in Dobbs Ferry, New York, zunächst Mellophon und Euphonium, bevor er zur Posaune wechselte. Er war Mitglied der Militärbands von James Reese Europe, mit dem er 1917 in Frankreich war (369. US Infantry Band). Nach dem Krieg studierte er Cello, Posaune und Musiktheorie am Frank Damrosch Konservatorium in New York und später an der Accademia di St. Cecilia und der Universität Rom. 1921 spielte er mit Fred Turnstall, dann mit Johnny Dunn (mit dem er 1921 seine ersten Aufnahmen machte), Perry Bradford und mit eigener Band (geleitet mit Bobby Lee) in Philadelphia. Mit Sam Wooding ging er danach Mitte der 1920er Jahre auf Europa-Tournee und auch kurz 1927 wieder in den USA. Ende der 1920er Jahre war er wieder in Europa mit der Lew Leslie´s Blackbird Show in London und Paris. In Europa gründete er Anfang der 1930er Jahre eine eigene Band, die International Rhythm Aces, arbeitete aber auch weiter mit Wooding, z. B. längere Zeit in Berlin. Flemming begleitete dann Josephine Baker und spielte mit eigener Band in Buenos Aires, Paris (1933), Calcutta (für ein halbes Jahr), Shanghai und Ceylon. 1935 bis 1937 trat er mit der eigenen Band, mit Fritz Schulz-Reichel und auch als Sänger in Berlin auf, arbeitete 1936 zur Zeit der Olympischen Spiele in Berlin als Übersetzer und in Italien mit Sessto Carlin´s Society Orchestra.
1937 kehrte er in die USA zurück und spielte mit Earl Hines, konnte aber wegen Einsprüchen der Gewerkschaft nicht dessen Band beitreten. Er trat in Cicero als Sänger auf, wo er Fats Waller traf, mit dem er von Silvester 1940 bis 1942 als Posaunist und Sänger spielte. Nach einiger Zeit bei Noble Sissle zog er 1943 nach Kalifornien, wo er bis 1949 für den International Revenue Service spielte, als Steuerinspektor arbeitete und gelegentlich in Filmen auftrat (wie „Pillow to Post“, „No Time for Romance“). 1949 zog er nach New York City, wo er als Freelancer und von 1953 bis 1958 für Red Allen arbeitete. 1958 ging er für Filmaufnahmen nach Rom. 1964 zog er nach Spanien, wo er mit eigener Band auftrat und in Madrid, Torremolinos und Málaga spielte. Er trat auch zeitweise in Italien und Deutschland auf, wo er 1969 in Berlin eine Platte u. a. mit Albert Nicholas und Benny Waters bei MPS aufnahm („Great Traditionalists in Europe“). 1976 zog er wieder in die USA, wo er kurz darauf starb.